# Justunek

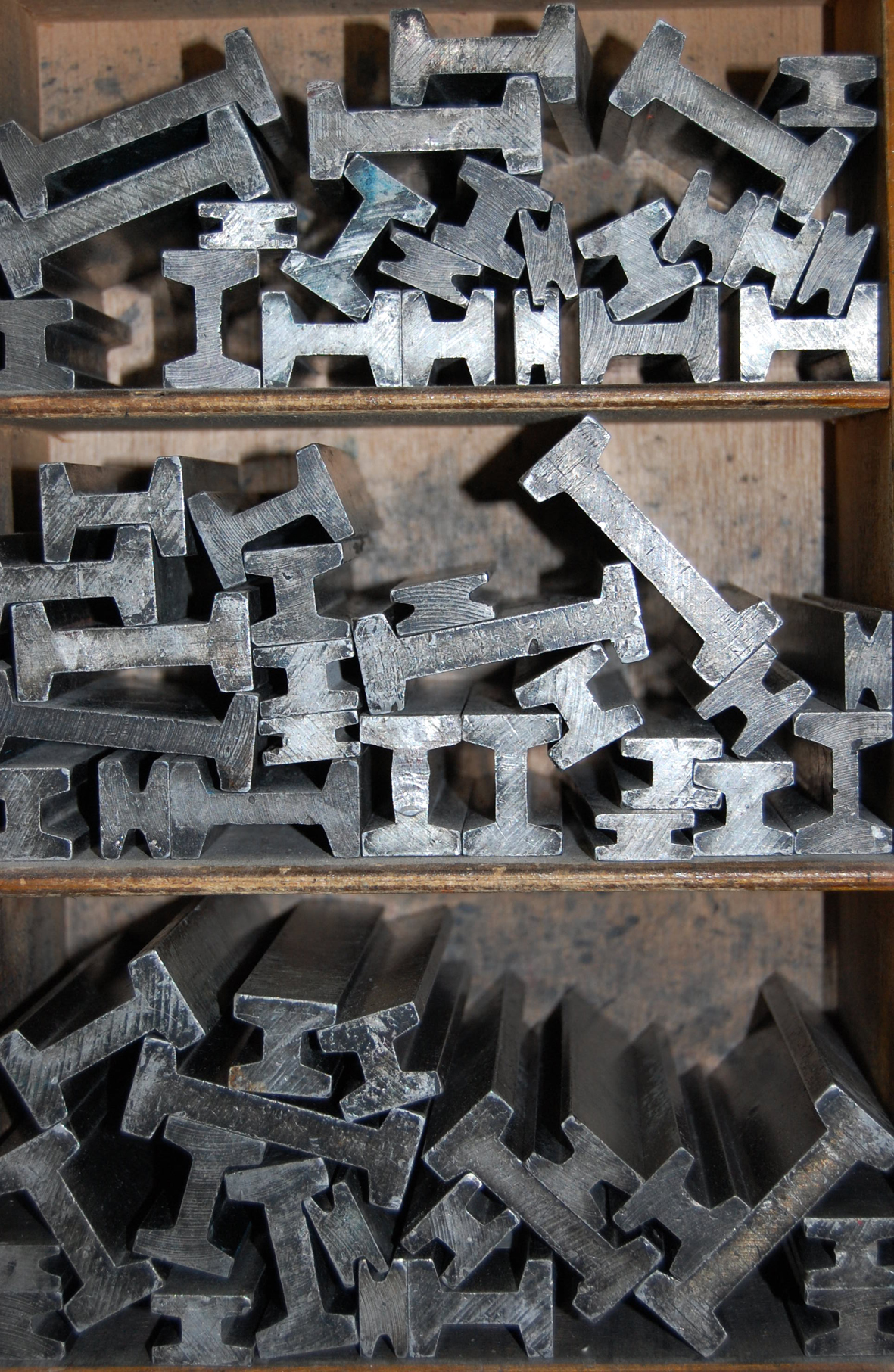
Metalowy justunek długi

Justunek – tzw. materiał ślepy, materiał zecerski bez oczka, wszystkie niedrukowalne elementy dystansowe układane w składzie i łamaniu razem z czcionkami, liniami, ornamentami, "kliszami" itp. Justunkiem były różnego kształtu metalowe płytki i sztabki wstawiane pomiędzy czcionki oraz wypełniające wszelkie inne puste miejsca na kolumnie. Ze względu na wymiary justunek był dzielony na:
- justunek drobny – (do 48 punktów; stosowany do wypełniania odstępów międzywyrazowych) – firety, półfirety i szereg spacji o różnych grubościach, z których spacje poniżej 2 punktów były rzadko używane, gdyż, sprężynując, rozpychały nierównomiernie wiersze składu;
- justunek średni – półkwadrat, konkordans, kwadrat, babaszka oraz interlinia drobna;
- justunek długi – (od 2 do 6 kwadratów) ryga, sztabik, interlinia długa.

Do składu ręcznego elementy te były wykonane w odlewni czcionek (poza drukarnią), stąd justunek ten nazywano ręcznym lub fabrycznym, a wymiarowany był w punktach typograficznych.
W składzie monotypowym justunek był odlewany tak samo jak wszystkie znaki z oczkiem i był wymiarowany w liczbach całkowitych jednostek monotypowych (ściśle związanych z zadanym stopniem pisma). Zarówno justunek, jak i czcionki pochodzące z odlewu monotypowego mogły być wykorzystywane do składu ręcznego.
Justunek, zwłaszcza długi i pochodzący z monotypu, bywał często przycinany na wymiar w ręcznych gilotynach. W ten sposób unikano łączenia wielu elementów justunku. Było to szczególnie cenne przy składaniu tabeli, których komórki rzadko kiedy można było wyliczyć w pełnych kwadratach.
Przy odlewaniu wierszy linotypowych stosowano tzw. justunek zmienny w postaci klinów rozpychających na zadany wymiar odstępy pomiędzy składanymi wyrazami.